# Персијско друштво
Персијско друштво је друштво које за основе свог устројства има персијски језик, културу, књижевност, уметност и/или идентитету или под јаким утицајем.‍:6
Термин „Персијанат“ је неологизам који се приписује Маршалу Хоџсону. У својој књизи из 1974. године, Тhe Venture of Islam: The expansion of Islam in the Middle Periods, он је термин дефинисао: „Успон персијског језика имао је више од чисто књижевних последица: служио је за ношење нове укупне културне оријентације унутар ислама... Већина локалних језика високе културе који су се касније појавили међу муслиманима... зависили су од персијског у целини или делимично за своју главну књижевну инспирацију. Све ове културне традиције, које се преносе на персијском или одражавају персијску инспирацију, можемо назвати 'персијанском' по аналогији."‍:293–94
Термин означава етничке Персијанце, али и друштва која можда нису била претежно етнички Персијанци, али чије су језичке, материјалне или уметничке културне активности биле под утицајем или засноване на персијанској култури. Примери персијатских друштава пре 19. века били су Селџучка, Тимуридска, Могулска, и Османска династија.

## Историја
Персијанска култура је цветала скоро четрнаест векова. Била је то мешавина персијске и исламске културе која је на крају претрпела персификацију и постала доминантна култура владајућих и елитних класа Великог Ирана, Мале Азије и Јужне Азије.
Када су народе Великог Ирана покорени током муслиманског освајања Персије у 7. и 8. веку, они су постали део царства много већег од било ког претходног под персијском влашћу. Док је исламско освајање довело до арабизације језика и културе на бившим византијским територијама, то се није догодило у Персији. Уместо тога, нова исламска култура која се тамо развијала у великој мери је била заснована на преисламским персијским традицијама са овог подручја, као и на исламским обичајима које су у регион унели арапски освајачи.
Персијанска култура, посебно међу елитним класама, проширила се широм муслиманских територија у западној, централној и јужној Азији, иако је становништво широм овог огромног региона имало сукобљене интересе и оданости (на нивоу секте, локала, племена и припадајућих етничких група и говорило је много различитих језика. Културу и културни утицај су ширили песници, уметници, архитекте, занатлије, правници и научници, који су били у контакту са својим колегама у далеким градовима персијанског света, од Анадолије до Индије.
Персијанска култура је укључивала начине свести, етоса и верске праксе који су опстали у иранском свету против хегемонистичких арапских муслиманских (сунитских) културних конструката.

## Порекло
Након арапског муслиманског освајања Ирана, пехлави, језик предисламског Ирана, наставио је да се нашироко користи све до другог исламског века (8. век) као средство администрације у источним земљама калифата. Упркос исламизацији једног аспекта друштвеног живота, Иранци су задржали велики део свог предисламског погледа и начина живота, прилагођене захтевима ислама. Крајем 7. века, становништво је почело да негодује због цене издржавања арапских калифа, Омајада, а у 8. веку, свеопшти ирански устанак — предвођен Абу Муслим Хорасани — довео је другу арапску породицу, Абасиде, на власт.
Под Абасидима, главни град се преселио из Сирије у Ирак, који је некада био део Сасанидског царства и још увек се сматрао делом иранске културне сфере. Персијска култура и обичаји персијских бармакидских везира постали су стил владајуће елите. Политички, Абасиди су убрзо почели да губе контролу над Иранцима. Управници Хорасана, Тахириди, иако их је именовао калиф, били су у пракси независни. Када су персијски Сафариди из Систана ослободили источне земље, Бујиди, Зијариди и Саманиди у западном Ирану, Мазандаран и североисток, прогласили су независност.
Одвајање источних територија од Багдада изражено је у карактеристичној персијанској култури која је постала доминантна у западној, централној и јужној Азији, и била је извор иновација на другим местима у исламском свету.
Пахлави је био lingua franca Сасанијског царства пре арапске инвазије, али је крајем 7. и почетком 8. века арапски постао медиј књижевног изражавања. У 9. веку појавио се нови персијски језик као идиом администрације и књижевности. Династије Тахирида и Сафарида наставиле су да користе персијски као неформални језик, иако је за њих арапски био „језик за бележење свега што вреди, од поезије до науке“, али су Саманиди учинили персијски језиком учења и формалног дискурса.
Персијски језик је, према књизи Маршала Хоџсона The Venture of Islam, требало да формира главни модел за уздизање још других језика на књижевни ниво. Као и турски, већина локалних језика високе културе који су се касније појавили међу муслиманима били су под јаким утицајем персијског (урду је главни пример).

## Ширење
Иранска династија Саманида почела је да бележи своје дворске послове на персијском и арапском језику, а најранија изузетна поезија на новоперсијском написана је за двор Саманида. Саманиди су подстицали превођење верских дела са арапског на персијски. Поред тога, учени ауторитети у исламу, улема, почели су да користе персијски као lingua franca у јавности. Круна књижевног достигнућа на раном новоперсијском језику била је Шахнаме (Књига о краљевима), коју је њен аутор Фирдуси представио двору Махмуда од Газнија (998–1030). Ово је била нека врста иранског националистичког васкрснућа: Фердовси је подстакао персијска националистичка осећања позивајући се на предисламске персијске херојске слике и уградио у књижевну форму најдрагоценије народне приче.
Персијанска култура која се појавила под Саманидима у Великом Хорасану, у североисточној Персији и пограничним крајевима Туркистана, изложила је Турке персијанској култури; Инкорпорација Турака у главнину блискоисточне исламске цивилизације, коју су пратили Газнавиди, је почела у Хорасану; „не само да становници Хурасана нису подлегли језику номадских освајача, већ су им наметнули свој језик. У региону је чак било могуће асимиловање Турака Газнавиде и Селџуке (11. и 12. век), Тимуриде (14. и 15. век) и Каџаре (19. и 20. век).
Културу су преносиле су узастопне династије у западну и јужну Азију, посебно персијски Селџуци (1040–1118) и њихове државе наследнице, које су председавале Ираном, Сиријом и Анадолијом до 13. века, и Газнавиди, који су у исти период је доминирао Великим Хорасаном и деловима Индије. Ове две династије заједно су повукле центре исламског света на исток. Институције су стабилизовале исламско друштво у форму која ће опстати, барем у западној Азији, до 20. века.
Газнавиди су преместили свој главни град из Газнија у Лахор у модерном Пакистану, који су претворили у још један центар исламске културе. Под њиховим покровитељством, пјесници и научници из Кашгара, Бухаре, Самарканда, Багдада, Нишапура, Амола и Газнија окупљали су се у Лахореу. Дакле, персијски језик и персијска култура су допрли дубоко у Индију и проширени су даље у 13. веку. Селџуци су извојевали одлучујућу победу над Газнавидима и упали у Хорасан; донели су персијанску културу на запад у западну Персију, Ирак, Анадолију и Сирију. Сам Иран, заједно са Централном Азијом, постао је срце персијског језика и културе.
Персијски правник и теолог Ел Газали био је међу научницима на селџучком двору који је предложио синтезу суфизма и шеријата, што је постало основа за богатију исламску теологију. Формулишући сунитски концепт поделе на временске и верске власти, пружио је теолошку основу за постојање Султаната, временске канцеларије поред калифата, која је у то време била само верска служба. Главно институционално средство за успостављање консензуса улеме о овим догматским питањима била је Незамија, познатија као медресе, названа по свом оснивачу Низаму ал-Мулку, персијском везиру Селџука. Ове школе су постале средство уједињења сунитских улема, који су легитимисали владавину султана. Бирократије су попуњавали свршени студенти медреса, тако да су и улема и бирократија били под утицајем цењених професора у медресама.‍:14

## Разлика
У 16. веку, персијанска култура се оштро разликовала од арапског света на западу, а зона раздвајања падала је дуж Еуфрата. Друштвено, персијски свет је био обележен системом етнолошки дефинисаних елитних статуса: владари и њихови војници су били по пореклу неИранци, али су административни кадрови и писмени становници били Иранци. Културне послове обележио је карактеристичан образац употребе језика: новоперсијски је био језик државних послова, акдемских кругова и књижевности, а арапски језик религије.

## Сафавиди и васкрсење иранства у западној Азији
Династија Сафавида је постала преовлађујућа у Ирану у 16. веку — прва домородачка иранска династија од династије Бујида. Сафавиди, који су били мешаног курдског, турског, грузијског, черкеског и понтског грчког порекла, преселили су се у област Ардабил у 11. веку. Поново су утврдили персијски идентитет у многим деловима Западне Азије и Централне Азије, успостављајући независну персијску државу и покровитељством персијске културе. Током њихове власти Иран је утврђен као духовни бастион шиизма, против напада ортодоксног сунитског ислама, и окупљалиште персијских културних традиција и самосвести о персијском идентитету.‍:228
Оснивач династије, шах Исмаил, усвојио је титулу персијског цара Pādišah-ī Īrān,, са имплицитним појмом иранске државе која се протеже од Авганистана до Еуфрата и Северног Кавказа, и од Оксуса до јужног територије Персијског залива.‍:228Наследници шаха Исмаила отишли су даље и усвојили титулу Shāhanshāh (краљ краљева). Сафавидски краљеви су себе сматрали, као и њихови претходници Сасанидски цареви, за khudāygān (Божја сенка на земљи).‍:226Они су оживели сасанидску архитектуру, ‍:226 изградили су велике џамије и елегантне чарбашке баште, сакупљали књиге (један сафавидски владар је имао библиотеку од 3.000 дела) и били су покровитељи „Људи од пера“‍:105Сафавиди су увели шиизам у Персију да би разликовали персијско друштво од Османлија, њихових сунитских ривала на западу.

## Османлије
Почетком 14. века Османлије су превладале у Малој Азији. Османлије су штитиле спонзорисали писање дела персијске књижевности пет и по векова и привукли су велики број писаца и уметника, посебно у 16. веку. Један од најпознатијих персијских песника на отоманском двору био је Фетулах Арифи Челеби, такође сликар и историчар, и аутор Сулејманаме, биографије Сулејмана Величанственог. Крајем 17. века одустали су од персијског као судског и административног језика, користећи уместо њега турски; одлука која је шокирала високо персијске Мугхале у Индији. Османски султан Сулејман написао је читав диван на персијском језику.
Е. Ј. В. Гиб је аутор стандардне A Literary History of Ottoman Poetry у шест томова, чије је име заживело у важној серији публикација арапских, персијских и турских текстова, под називом Gibb Memorial Series. Гиб класификује османску поезију на „стару школу“, од 14. века до отприлике средине 19. века, током којег је персијски утицај био доминантан; и „модерну школу“ која је настала као резултат утицаја Запада.

## Персијанска култура Јужне Азије
Уопштено говорећи, од својих најранијих дана, персијска култура је донета на потконтинент (или јужну Азију) од стране разних персијанских турских и авганистанских династија. Јужноазијско друштво је обогаћено приливом персијског говорног подручја и исламских учењака, историчара, архитеката, музичара и других стручњака високе персијанске културе који су побегли од монголског разарања. Султани Делхија, који су били турко-авганистанског порекла, обликовали су свој животни стил по узору на персијске више класе. Финансирали су ствараоце персијске књижевности и музике, али су постали посебно истакнути по својој архитектури, јер су њихови градитељи црпили из иранско-исламске архитектуре, комбинујући је са индијским традицијама да би произвели обиље џамија, палата и гробница без премца у било којој другој исламској земљи. Спекулативна мисао времена на могулском двору, као и на другим персијанским дворовима, нагињала се еклектичној гностичкој димензији суфијског ислама, која има сличности са хиндуистичким ведантизмом, аутохтоним бхактијем и популарном теозофијом.
Могули, који су били турко-монголског порекла, ојачали су индо-персијску културу у јужној Азији. Вековима су ирански научници-службеници емигрирали у регион где им је њихова стручност у персијанској култури и администрацији обезбедила почасну службу унутар Могулског царства.‍:24–32Мреже учених мајстора и медреса подучавале су генерације младих јужноазијских мушкараца персијски језик и књижевност поред исламских вредности и наука. Штавише, образовне институције као што су Фаранги Махалл и Делхи Цоллеге развиле су иновативне и интегрисане наставне планове и програме за модернизацију Јужних Азијаца који говоре персијски.‍:33 Неговали су персијску уметност, и привукли су на двор уметнике и архитекте из Бухаре, Табриза, Херата, Шираза и других градова Великог Ирана. Таџ Махал је сазидао могулски цар Шах Џахан за своју иранску невесту.
Ирански песници, као што су Садии, Мухамед Шемсудин Хафиз, Џелалудин Руми и Незами Ганџави, који су били велики мајстори суфијског мистицизма из персијанског света, били су омиљени песници Могула. Њихова дела су била присутна у могулским библиотекама и била су високо на цени. Белешка са аутограмом и Јахангира и Шах Џахана на копији Садиијевог дела Gulestān каже да је то било њихово најдрагоценије власништво.‍:101, cat. no. 36 a.c Шах Јахан је поклонио Gulestān Џаханари Бегум, што је сматрано за значајан догађај који је она забележила својим потписом. ‍:332.38, Cat. no. 136a.f ‍:332.38, Cat. no. 136a.f Шах Џахан је такође сматрао да је исто дело довољно вредно да буде послато као поклон краљу Енглеске 1628. године, које се тренутно налази у библиотеци Честера Битија у Даблину.
О тенденцији ка суфијском мистицизму кроз персијанску културу у круговима могулских двора сведочи и инвентар књига које су се чувале у Акбаровој библиотеци.
Ова интелектуална симетрија се наставила све до краја 19. века, када је персијски лист Miftah al-Zafar (1897) водио кампању за формирање Ањуман-и Ма'арифа, академије посвећене јачању персијског језика као научног језика.

### Персијска поезија (суфијска поезија)
Отприлике од 12. века, персијска лирска поезија је обогаћена духовношћу и дубином преданости која се не може наћи у ранијим делима. Овај развој је био последица свеприсутног ширења мистичног искуства унутар ислама. Суфизам се развио у свим муслиманским земљама, укључујући и сферу персијског културног утицаја. Као противтежа ригидности формалне исламске теологије и права, исламски мистицизам је настојао да се приближи божанском кроз дела оданости и љубави, а не кроз пуке ритуале и поштовање. Пошто је љубав према Богу у фокусу религиозних осећања суфија, било је природно да је изразе лирским терминима, а персијски суфији, често изузетног сензибилитета и обдарени песничким жаром, нису оклевали да то учине. Чувени суфи из 11. века, Абу Саид из Мехне, често је користио своје љубавне катрене (као и друге) да изрази своје духовне чежње. Такав мистицизам је постао легитиман, чак и модеран предмет лирске песме међу персијанским друштвима. Штавише, како су се суфијски редови и центри (Khanegha) ширили по персијским друштвима, персијска мистична поетска мисао је постепено постала толико део заједничке културе да су се чак и песници који нису делили суфијска искуства усуђивали да изразе мистичне идеје и слике у свом раду.

## Наслеђе
Пошто је широки културни регион остао политички подељен, оштри антагонизми између империја подстакли су појаву варијација персијанске културе. После 1500. године, иранска култура је развила своје посебне карактеристике, са интерпозицијом јаке предисламске и шиитске исламске културе. Древни културни однос Ирана са Јужним Ираком (Сумер / Вавилонија) остао је јак и опстао је упркос губитку Месопотамије Османлијама. Културно-историјски однос са Кавказом који сеже од античког периода, трајао је до губитка Азербејџана, Јерменије, источне Грузије и делова Северног Кавказа од царске Русије након руско-персијских ратова током 19. века. Култура народа источног Средоземља у Анадолији, Сирији и Египту развијала се донекле самостално; Индија је развила живахан и потпуно различит јужноазијски стил са мало или нимало остатака некадашње индо-персијске културе коју су Могали спонзорисали.